# Barrage de Karcham Wangtoo
 (janvier 2016).
Si vous disposez d'ouvrages ou d'articles de référence ou si vous connaissez des sites web de qualité traitant du thème abordé ici, merci de compléter l'article en donnant les références utiles à sa vérifiabilité et en les liant à la section « Notes et références ».
Le barrage de Karcham Wangtoo est un barrage dans le Himachal Pradesh en Inde sur le Sutlej. Il est associé à une centrale hydroélectrique de 1 000 MW. Sa construction a démarré en 2005 et s'est terminé en 2011. Sa puissance est augmentée à 1 045 MW dans un premier temps puis à 1091 MW  en 2021.